# Chaudes-Aigues
Chaudes-Aigues (okzitanisch: Chaldasaigas) ist ein zentralfranzösischer Ort und eine Gemeinde mit 814 Einwohnern (Stand: 1. Januar 2022) im Département Cantal in der Region Auvergne-Rhône-Alpes. Die Gemeinde gehört zum Arrondissement Saint-Flour und zum Kanton Neuvéglise-sur-Truyère. Die Einwohner werden Chaudesaiguois bzw. Caldaguès genannt.

## Lage
Chaudes-Aigues liegt etwa 20 Kilometer südsüdwestlich von Saint-Flour an der Truyère, die die Gemeinde im Norden begrenzt. Hier mündet der Zufluss Remontalou in die Truyère. An der westlichen Gemeindegrenze verläuft das Flüsschen Lévandès. Das Gemeindegebiet gehört zum Regionalen Naturpark Aubrac. Umgeben wird Chaudes-Aigues von den Nachbargemeinden Neuvéglise-sur-Truyère im Norden, Saint-Martial im Nordosten, Maurines im Osten, Anterrieux im Osten und Südosten, Deux-Verges im Südosten, Jabrun im Süden und Südwesten sowie Espinasse im Westen.

## Bevölkerungsentwicklung
| Jahr                       | 1962 | 1966 | 1975 | 1982 | 1990 | 1999 | 2006 | 2013 | 2019 |
| Einwohner                  | 1218 | 1114 | 1187 | 1186 | 1110 | 986  | 972  | 913  | 841  |
| Quellen: Cassini und INSEE |      |      |      |      |      |      |      |      |      |

## Wirtschaft
Bekannt geworden ist der Ort vor allem wegen seiner Thermalquellen, die auch für die Fernwärme genutzt werden.

## Sehenswürdigkeiten
- Kirche Saint-Martin-et-Saint-Blaise aus dem 12. Jahrhundert
- Penitentierkapelle
- Schloss Couffour, ursprünglich aus dem 12., umgebaut bis ins 16. Jahrhundert, Monument historique seit 1969
- Burg Montvallat
- Geothermiemuseum
- Mehrere Brunnen mit heißem Thermalwasser, der heißeste ist mit 82 °C angegeben
- Altes Waschhaus

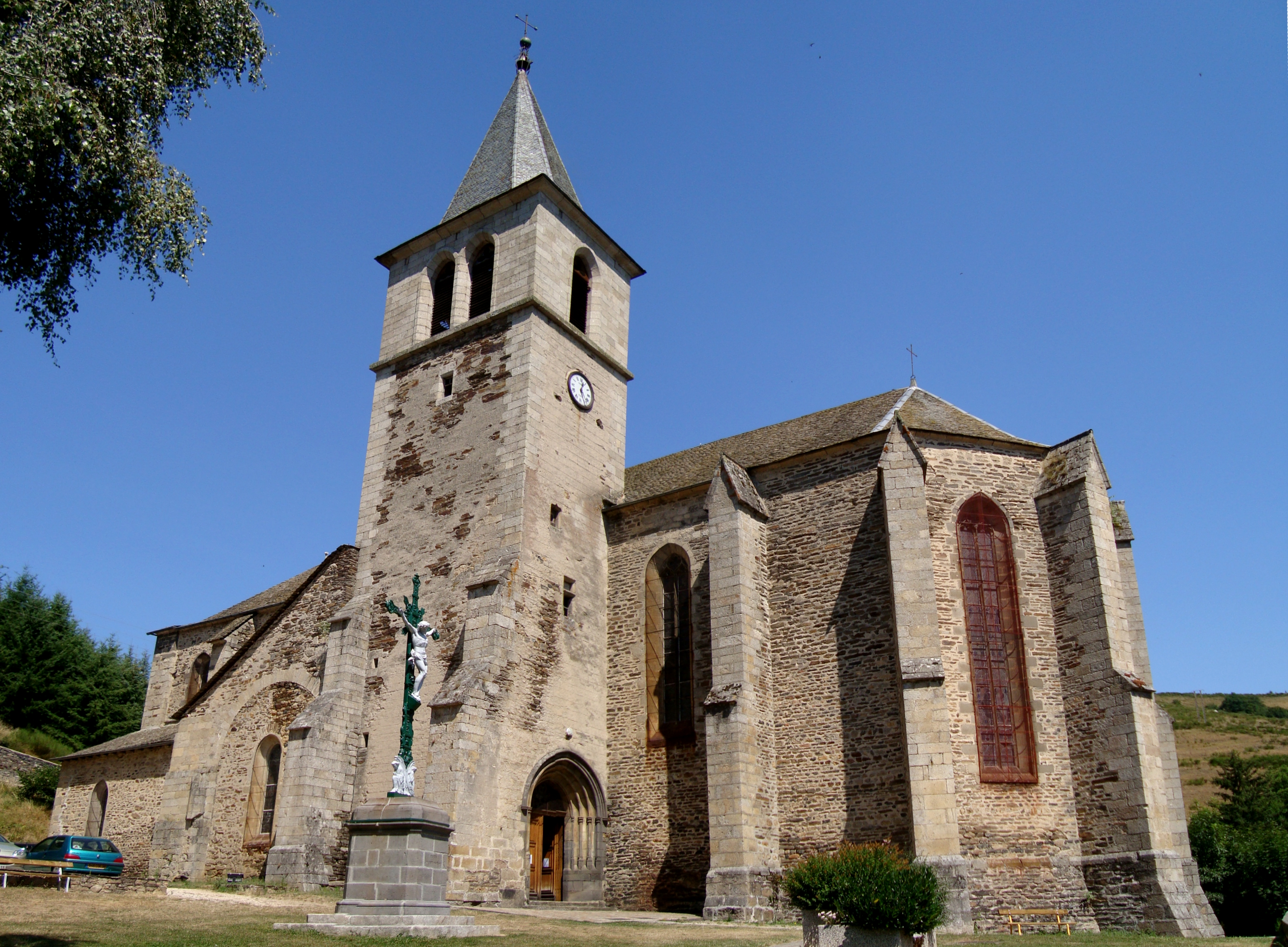
Kirche Saint-Blaise-et-Saint-Martin
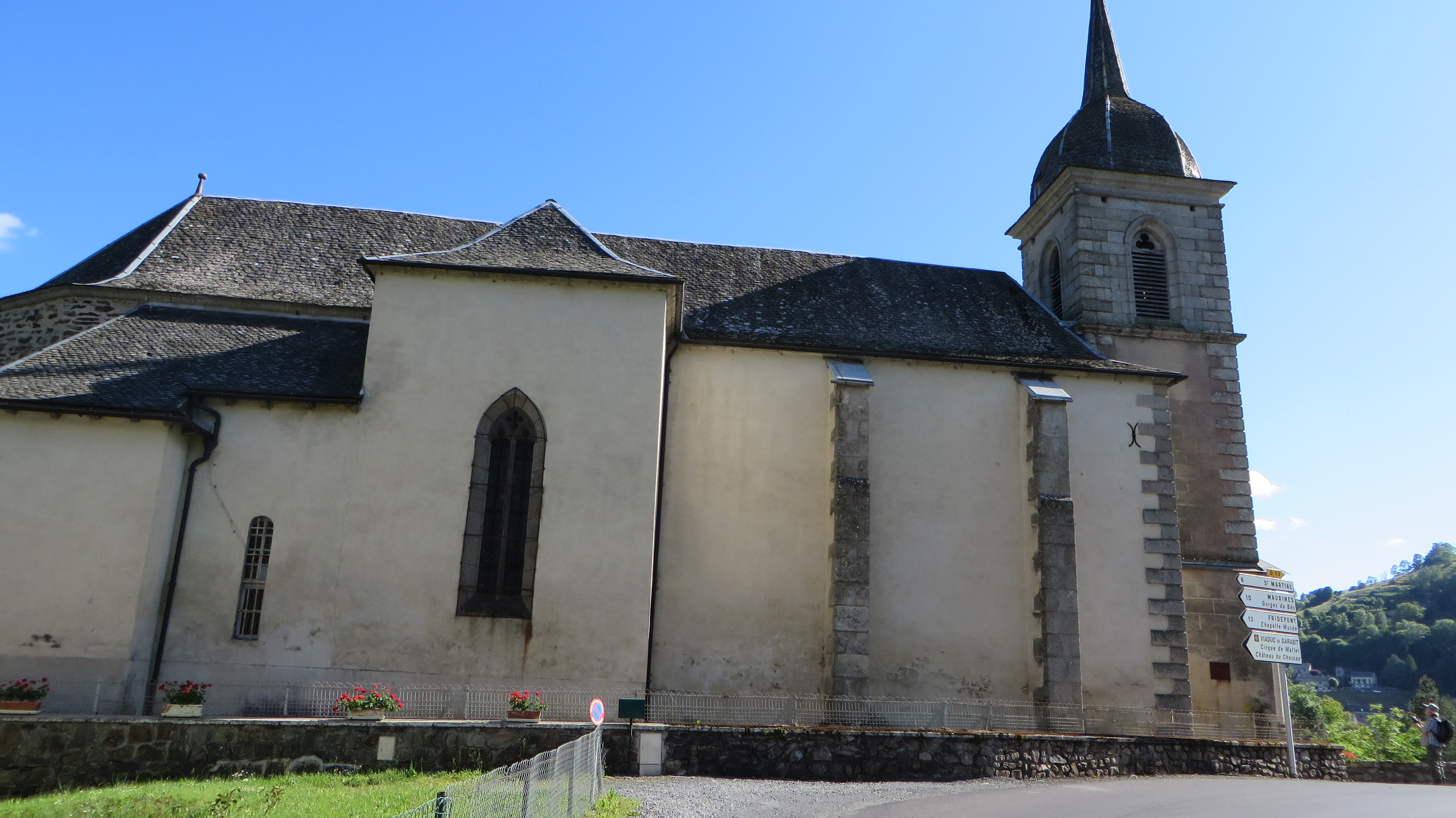
Penitentierkapelle (Notre-Dame-de-Pitié)
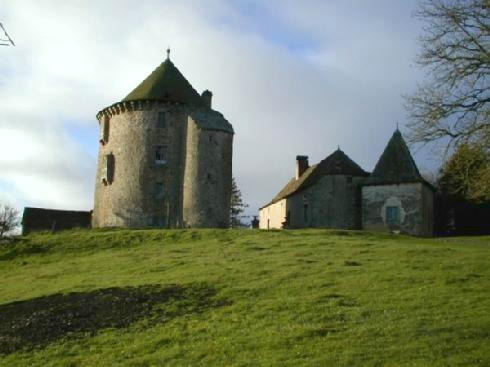
Schloss Couffour
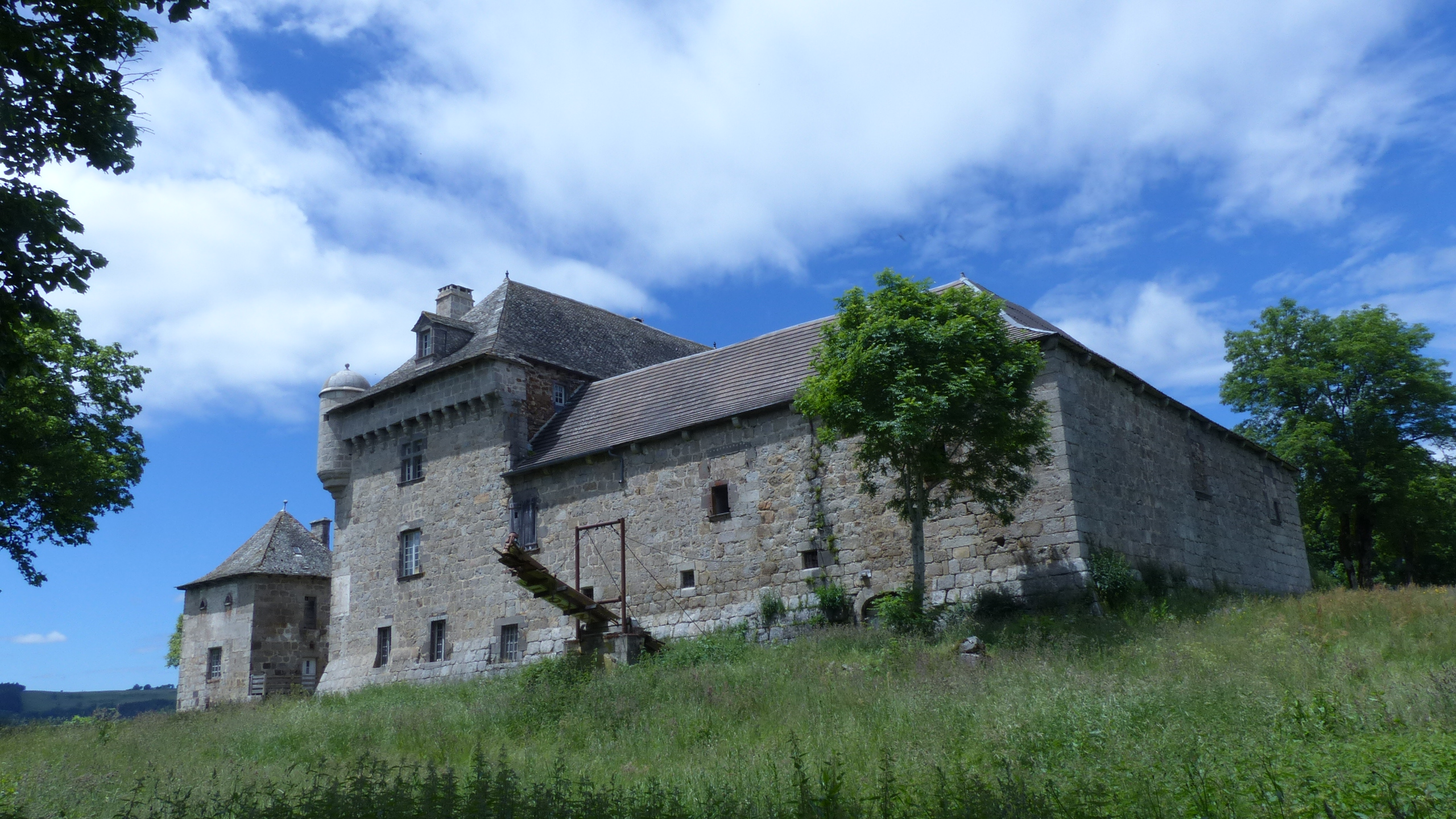
Burg Montvallat